# Рубін Симон Самійлович
Симон Самійлович Рубін  (16 лютого 1900 — 10 січня 1985) — український агроном родом з Мінщини, професор Уманського сільсько-господарського інституту.
Основні праці з питань обробітку ґрунту, застосування добрив, боротьби з бур'янами тощо.
Народився в селищі Родошковичі (нині Мінського району Мінської області). 1917 року поступив до Уманського училища садівництва і землеробства. У 1920 році його залишають для роботи лаборантом, згодом завідує садово-городнім господарством. Одночасно викладає курс загального садівництва, займається науково-дослідною роботою. В 1930 році закінчив факультет агрономії і ґрунтознавства Московської сільськогосподарської академії ім. К. А. Тімірязєва, працює доцентом кафедри агрохімії, ґрунтознавства і землеробства в Умані.
З 1936 по 1985 рік очолював кафедру загального землеробства, а з 1947 по 1963 — одночасно проректор з навчальної та наукової роботи. У 1936 захищає кандидатську, в 1945 — докторську дисертацію. 1946 року отримав звання професора.
Наукова діяльність присвячена підбору попередників для основних культур сівозміни, структурі посівних площ для господарств Лісостепу різної спеціалізації, обробітку ґрунту під озимі та ярі культури, боротьбі з бур'янами.
Автор більше 400 наукових праць, з них 31 монографія, підручники, інші видання. 1952 року став лауреатом Державної премії СРСР ІІІ ступеня, 1982 удостоєний Державної премії УРСР. В 1960 році йому присвоєно звання заслуженого діяча науки УРСР, 1970 — звання заслуженого працівника вищої школи УРСР. Лауреат Державної премії СРСР і УРСР, нагороджений орденом Трудового Червоного Прапора, орденом «Знак Пошани», Великою золотою, двома Великими срібними та двома бронзовими медалями ВДНГ, двома медалями імені І. В. Мічуріна, Почесною грамотою Президії Верховної Ради УРСР.